# Processen
För andra betydelser, se Processen (olika betydelser).
Processen (tyska: Der Prozess, dock av Kafka själv stavat Der Process), är en roman skriven av Franz Kafka omkring 1914–1915, postumt utgiven 1925. Romanen listades på tredje plats på listan över Århundradets 100 böcker enligt Le Monde.

## Handling
Romanen handlar om Josef K., som en morgon blir häktad utan att få reda på orsaken eller vilket brott han anklagas för. I boken skildras Josef K.:s väg genom labyrintlika domstolar i ett absurt rättssystem.
Josef K. är banktjänsteman. På sin trettioårsdag arresteras han för ett brott, oklart vilket. Han får tills vidare sköta sitt arbete men kallas ofta till förhör. Omgivningen är obestämt hotfull och han håller på att gå vilse i gångarna i det hus där förhören hålls. Förgäves försöker han övertyga åklagaren om sin oskuld, varvid han blir utskrattad av vissa åhörare. Processen mot honom går vidare. Domaren får han aldrig se och han vet inte vilket brott han anklagas för. Ett år efter häktningen kommer två män till hans hem och för bort honom till avrättning. De sticker ner honom "som en hund" och Josef K. försöker inte värja sig mot verkställandet av domen.

## Tillkomst
Kafka påbörjade skrivandet av romanen 1914. Ett par år tidigare hade han utvecklat en litterär metod som gick ut på att skriva berättelser i ett svep, utan någon i förväg uttänkt plan. Detta resulterade dock i att han fick svårt att komma fram till avslut. Med Processen övergav Kafka därför denna metod och beslutade sig för att skriva de inledande och avslutande kapitlen först och därefter de mellanliggande avsnitten. Han skrev romanen i tio olika anteckningsböcker och rev sedan ur sidorna för att ordna manuskriptet kapitelvis i olika konvolut och mappar. Det har därför rått oklarheter om i vilken ordning romanens olika avsnitt ska läsas. Efter Kafkas död 1924 redigerade hans vän Max Brod samman den första publicerade utgåvan av Processen som utkom 1925.

## Originalmanuskriptet
Det 316-sidiga originalmanuskriptet var i privat ägo fram till 1988, då det såldes på auktionsverket Sotheby's för 1,98 miljoner dollar, vilket då var det högsta pris som betalats för ett "modernt manuskript". Köparen agerade på uppdrag från Västtysklands regering i syfte att ställa ut manuskriptet för allmän beskådan på det statliga biblioteket Deutsches Literaturarchiv i Marbach am Neckar.

## Bakgrund och tolkningar
Processen räknas till Kafkas främsta romaner och präglar eftervärldens bild av Kafka. Den kan läsas som en symbolisk beskrivning av individens rättslöshet, en projicering av Kafkas skuldkänslor inför den juridiska patriarkalism han fostrats in i eller en allegori över hur obegripligt livet är.
Skuldkänslor inför Kafkas brutna förlovning med fästmön Felice Bauer har tolkats som en bakgrund till romanen. En händelse där Kafka kallades till ett möte av Felice på ett hotellrum i Berlin och tillsammans med sin syster och en väninna ställde honom till svars för de brev han skrivit refererade han i sin dagbok som "rättegången på hotellet".

## Mottagande
Vid sin utgivning 1925 fick romanen ett mycket positivt mottagande. I Das Tagebuch skrev kritikern och essäisten Willy Haas att vad som är så genialt med Processen är att det egendomliga som sker i berättelsen är verkligt, men det är verkligt inom ramen för en verklighet som inte låter sig beskrivas. Läkaren och författaren Ernst Weiss tvekade inte att jämföra Kafka med Dante: "den som kan skildra helvetet så som Kafka skildrar det, den som lever i detta helvete och ändå på sitt sätt handlar och går under som en hjälte, kan utan att man begår helgerån nämnas i samma andetag som denne gigant". Samma höga uppskattning av Kafkas berättarkonst visade Hermann Hesse som i Berliner Tageblatt utnämnde honom till "det tyska språkets hemlige mästare och konung".

## Översättningar
Processen har utgivits i tre svenska översättningar. Karl Vennbergs (1945 och flera senare utgåvor) och Ingegärd Martinells (1981) översättningar är baserade på Max Brods redigerade utgåvor. Översättningen av Hans Blomqvist och Erik Ågren från 2010 följer Kafkas originalmanuskript och innehåller samtliga bevarade avsnitt.

## Filmatiseringar
Den dystopiska filmatiseringen Processen (1962) regisserades av Orson Welles med Anthony Perkins i huvudrollen. Romanen filmatiserades även 1993 efter manus av Harold Pinter i regi av David Jones.